# Prison de la Boutyrka
La prison de la Boutyrka ou prison des Boutyrki (en russe : Бутырская тюрьма ou Бутырский следственный изолятор, centre de détention provisoire de Boutyrski) est une prison sur trois hectares proche du centre-ville de Moscou au 45 Novoslobodskaïa Oulitsa qui fut construite en 1771 comme caserne pour une unité de cosaques.

## Histoire
Cette caserne accueille en 1774 son premier prisonnier, Emelian Pougatchev. Elle est réaménagée au début des années 1800 par l'architecte Matvei Kazakov. Ses cellules ont des murs voûtés ressemblant à ceux des châteaux médiévaux.
En 1908, Harry Houdini parvint en vingt-huit minutes à se libérer de ses chaînes, sortir d'une caisse fermée par un cadenas et franchir les barreaux d'une cellule[réf. souhaitée].
Cette prison est célèbre de sinistre mémoire pour avoir accueilli de nombreux prisonniers politiques sous le régime de Staline, puis des dissidents sous le régime de Léonid Brejnev.
Dans les années 1990, cette prison était l'une des plus surpeuplées du pays avec soixante-dix prisonniers dans des cellules prévues pour vingt.
Un des derniers prisonniers célèbres est Vladimir Goussinski qui y passa trois jours en juin 2000, avant de transférer la propriété de Gazprom. L'avocat Sergueï Magnitski fut également un de ses prisonniers dénonçant les conditions de sa détention.
Un système élaboré de ficelles permet d'ouvrir les fenêtres pour échanger de petits objets entre les cellules.
Les autorités ont mis l'immeuble en vente, mais il est grevé par une inscription sur la liste du patrimoine fédéral, en échange pour une prison équivalente dans la région de Moscou.

## Prisonniers notables
- Fabian Abrantovitch
- Valentine Adler
- Jeanne Aguzarova
- Andreï Amalrik
- Władysław Anders
- Isaac Babel
- Garig Basmadjian
- Nikolaï Bauman
- Mieczysław Boruta-Spiechowicz
- Alikhan Boukeïkhanov
- Varlam Chalamov
- Walerian Czuma
- Félix Dzerjinski
- Léonide Féodoroff
- Boris Fomine
- Werner Haase
- Heinrich Hitler
- Bruno Jasieński
- Stanisław Jasiukowicz
- Anna Garasiova[2]
- Evguénia Guinzbourg
- Sergueï Koroliov
- Lev Landau
- Friedrich Lengnik
- Zygmunt Łoziński
- Sergueï Magnitski
- Ivan Maïski
- Ossip Mandelstam
- Nestor Makhno
- Vladimir Maïakovski
- Ludovic Naudeau
- Leopold Okulicki
- Emelian Pougatchev
- Leo Rudolf Raubal Jr
- Alexandre Soljenitsyne
- Elena Stassova
- Vahan Térian
- Léon Thérémine
- Serge Tretiakov
- Augustinas Voldemaras
- Augustin Volochyne
- Emelian Iaroslavski
- Jonas Žemaitis-Vytautas